# Carry (singolo)
Carry è un singolo della cantautrice statunitense Tori Amos, pubblicato nel 2011 ed estratto dall'album Night of Hunters.

## Il brano
Il brano contiene interpolazioni con la composizione musicale La fille aux cheveux de lin di Claude Debussy (1909).

## Tracce
- Download digitale

1. Carry – 4:07